# 渡部眞
渡部 眞（わたなべ まこと、1953年 - ）は、日本の撮影監督。東京都荒川区出身。
名古屋学芸大学メディア造形学部映像メディア学科教授、副学長、メディア造形研究科長。日本映画撮影監督協会（JSC）（理事）。全国映画教育協議会会長。

## 経歴
1977年、早稲田大学第一文学部演劇学科卒業。
長谷川和彦監督の『太陽を盗んだ男』の撮影助手やCMカメラマンを経て、
1981年、森田芳光監督の『の・ようなもの』で撮影監督デビュー。
1986年からロサンゼルス留学。1990年アメリカン・フィルム・インスティチュート（AFI）修了。2002年、名古屋学芸大学メディア造形学部教授に就任。現在メディア造形学部長
2019年から日本映画撮影監督協会理事。2012年釜山映画祭Asian Film Academy 指導。2018年より全国映画教育協議会会長。

## 主な撮影作品

### 映画
- 杳子 （1977年）
- の・ようなもの （1981年）
- グッドバイ夏のうさぎ（1983年）
- グリーン・レクイエム （1988年）
- 誘惑者 （1989年）
- カーフュー・戦慄の脱獄囚 The Curfew （1989年・米）
- 暗殺者・アサシン The Assassin （1990年・米）
- アウト・オブ・レイン Out of the Rain （1991年・米）
- J MOVIE WARS『ワイルドサイド』 （1993年）
- N45゜ （1994年） - オムニバス
- ナチュラル・ウーマン （1994年）
- 大失恋。 （1995年）
- 緊急呼出し エマージェンシー・コール （1995年）
- スウィート・ナッシング （1996年）
- SASORI IN U.S.A. （1997年・日米合作）
- 香港大夜総会 タッチ&マギー （1997年）
- 鉄塔 武蔵野線 （1997年）
- アートフル・ドヂャース （1998年）
- らせん （1998年）
- ショムニ （1998年）
- 千年旅人 （1999年）
- 五条霊戦記 GOJOE （2000年）
- ちんちろまい （2000年）
- 恋に唄えば♪ （2002年）
- ありがとう （2006年）
- ライフ・イン・モーション （2006年）- 兼監督・脚本
- HUGBOX （2008年）- 兼監督・脚本
- 接吻 （2008年）
- 西の魔女が死んだ （2008年）
- SOUL RED 松田優作 （2009年） - ドキュメンタリー
- 点の世界 （2014年）- 兼監督・脚本

### テレビドラマ
- 炎の料理人 周富徳物語 （1995年、フジテレビ）[6]

### 翻訳
- ディレクティング・ザ・フィルム　Directing the Film （1991年、キネマ旬報社刊）